# Parafia św. Mikołaja i bł. Biskupa Michała Kozala w Krostkowie
Parafia św. Mikołaja i bł. Biskupa Michała Kozala w Krostkowie – parafia rzymskokatolicka w dekanacie Wyrzysk w diecezji bydgoskiej.
Erygowana w XII/XIII wieku.
Do parafii należą wierni z miejscowości: Bąkowo, Dębówko Nowe, Dębówko Stare, Komorowo i Krostkowo.